# Pain Remains
Pain Remains es el cuarto álbum de estudio de la banda estadounidense de deathcore Lorna Shore. Fue lanzado el 14 de octubre de 2022 a través de Century Media Records y fue producido por Josh Schroeder. Además de ser el primer álbum (y el segundo lanzamiento musical en total) con la participación del vocalista Will Ramos y el guitarrista Andrew O'Connor, este álbum es el primer lanzamiento con el nuevo bajista Michael Yager.

## Antecedentes y promoción
El 29 de abril de 2022, la banda estrenó una nueva canción, "Sun//Eater", durante un concierto del álbum. La canción, junto con un video musical, se lanzó oficialmente el 13 de mayo. Además del anuncio del álbum, el nuevo sencillo fue el primero en contar con la participación del nuevo bajista Michael Yager, quien se unió a la banda durante las sesiones de grabación. El 22 de junio, Lorna Shore estrenó el segundo sencillo de su próximo álbum, "Into the Earth", con un video musical.
El 26 de julio, la banda lanzó el tercer sencillo del álbum, "Cursed to Die", y también anunció que el álbum se lanzaría el 14 de octubre. El 14 de septiembre, la banda lanzó la primera parte de la canción principal del álbum, "Pain Remains I: Dancing Like Flames". El 29 de septiembre, la banda lanzó la segunda parte de la canción principal del álbum, "Pain Remains II: After All I've Done, I'll Disappear", junto con un video musical. El video musical de "Pain Remains III: In a Sea of Fire" se lanzó el 14 de octubre de 2022, coincidiendo con el lanzamiento del álbum. Una versión instrumental del álbum se lanzó el 3 de noviembre de 2023.
El 14 de marzo de 2024, Lorna Shore publicó en YouTube un video musical completo de la trilogía "Pain Remains".

## Recepción
El álbum recibió elogios de la crítica. Dom Lawson de Blabbermouth.net le dio un 9 sobre 10 y dijo: "Francamente, Pain Remains es ridículo, mucho más allá del deathcore. Todo el panorama cambió, y Lorna Shore ya lo ha ganado". James Weaver de Distorted Sound le dio un 9 sobre 10 y dijo: "Con Pain Remains, Lorna Shore ha dominado el revuelo online y ha presentado un disco que no solo supera la oleada de vídeos de reacción, sino que consolida a la banda como la abanderada del deathcore moderno. Expansivo, técnico y absolutamente monstruoso, Pain Remains es la cara del deathcore en 2022 y muestra a una banda más que lista para liderar la vanguardia". Kerrang! Le dio al álbum una calificación de 4 sobre 5 y declaró: «Hace tres años, Lorna Shore ni siquiera sabía si tendría futuro, pero con Pain Remains se han consolidado como una de las bandas que impulsará la música heavy. Louder Sound le dio al álbum una crítica positiva y declaró: «Lorna Shore ha sido audaz y atrevida al componer Pain Remains, y ha dado buenos frutos». Metal Injection le dio al álbum una calificación de 9 sobre 10 y declaró: «Pain Remains es incluso mejor de lo que esperábamos. Quien pensara que el último EP fue una casualidad o una moda pasajera se ha equivocado. Lorna Shore se une a bandas como Spiritbox e I Prevail en la cima del metal moderno. Sin embargo, Lorna Shore es mucho más pesado que esas dos bandas, un gigante imparable impulsado por la confianza y el talento puro. Nadie puede acusarlos de venderse. Ha sido un largo y duro camino y todo el trabajo ha dado sus frutos. Lorna Shore ha entregado el mejor álbum de su carrera y uno de los mejores álbumes de metal sinfónico y deathcore de los últimos tiempos».

## Lista de canciones
Todas las canciones escritas y compuestas por Lorna Shore. 
| N.º | Título                                                 | Duración |  |
| 1.  | «Welcome Back, O' Sleeping Dreamer»                    | 7:21     |  |
| 2.  | «Into the Earth»                                       | 5:12     |  |
| 3.  | «Sun//Eater»                                           | 6:10     |  |
| 4.  | «Cursed to Die»                                        | 4:40     |  |
| 5.  | «Soulless Existence»                                   | 7:12     |  |
| 6.  | «Apotheosis»                                           | 4:54     |  |
| 7.  | «Wrath»                                                | 4:57     |  |
| 8.  | «Pain Remains I: Dancing Like Flames»                  | 5:52     |  |
| 9.  | «Pain Remains II: After All I've Done, I'll Disappear» | 5:36     |  |
| 10. | «Pain Remains III: In a Sea of Fire»                   | 9:12     |  |

## Posicionamiento en lista
| Lista (2022)                         | Posición |
| ------------------------------------ | -------- |
| Alemania (Offizielle Top 100)        | 6        |
| Australian Albums (ARIA)             | 77       |
| Austria (Ö3 Austria)                 | 6        |
| Bélgica (Ultratop flamenca)          | 70       |
| Finlandia (Suomen Virallinen Lista)  | 7        |
| Escocia (Scottish Albums Chart)      | 63       |
| US Billboard 200                     | 150      |
| Países Bajos (Album Top 100)         | 53       |
| Reino Unido (UK Album Downloads)     | 11       |
| Reino Unido (UK Rock & Metal Albums) | 5        |
| Suiza (Schweizer Hitparade)          | 7        |

## Personal
Lorna Shore
- Will Ramos – voz
- Adam De Micco – guitarra principal
- Andrew O'Connor – guitarra rítmica
- Michael Yager – bajo
- Austin Archey – batería